# 有馬純文

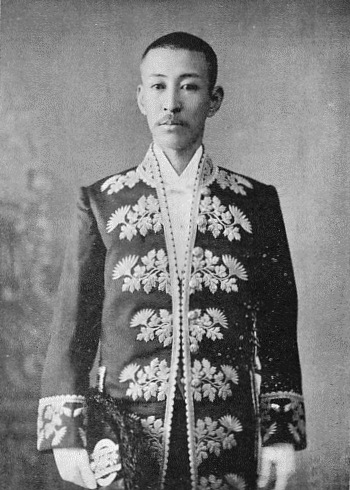
有馬純文

有馬 純文（ありま すみあき、慶応4年1月3日（1868年1月27日） - 昭和8年（1933年）1月5日）は、明治時代から大正時代の華族。丸岡藩主有馬道純の長男。子爵。正三位勲四等。

## 経歴
廃藩置県とともに家族と上京し学習院に入学。1882年（明治15年）、嘉納治五郎が講道館を開設すると3番目の入門者となる。農科大学を卒業。1896年（明治29年）近衛騎兵連隊に入隊、1898年（明治31年）陸軍騎兵少尉となる。高等農学校講師、大日本農会農芸委員を歴任。1900年（明治33年）東宮侍従となる。父の死去に伴い、1903年（明治36年）6月19日に子爵を叙爵した。1908年（明治41年）皇太子（のちの大正天皇）の韓国訪問に随行した。1910年（明治43年）東久邇宮附宮内事務官となる。墓所は谷中墓地。

## 家族
- 父：有馬道純
- 母：不詳
- 妻：花子 - 相馬充胤の娘
- 子息
  - 男子：有馬純尚
  - 男子：山名晴彦 - 山名義鶴の娘京子の婿
  - 女子：克子 - 北条雋八妻